# Тунгусский угольный бассейн
Тунгу́сский у́гольный бассе́йн — наиболее крупный из угольных бассейнов России, занимает часть территории Красноярского края, Якутии и Иркутской области, более 90 % бассейна на территории Красноярского края. В тектоническом плане бассейн приурочен к Сибирской платформе. Планомерная разработка углей ведётся с 1935 года.

## Описание
Географически бассейн площадью свыше 1 млн км² занимает большую часть Восточной Сибири, простираясь на 1800 километров с севера на юг от реки Хатанги до Транссибирской железной дороги и на 1150 километров с запада на восток в междуречье рек Енисея и Лены; на территории бассейна находятся города Туруханск, Норильск, Байкит, Мирный, Тасеево, Мотыгино, Богучаны и Тура. Добыча угля ведётся подземным и открытым способами. У бассейна широкий диапазон марочного состава углей — каменный уголь (коксующийся) всех марок, бурый уголь на крайнем юго-востоке, антрациты на западе.
По состоянию на 2010 год бассейн недостаточно изучен из-за плохой доступности и сурового климата.
Балансовые запасы (А + В + С1) 1742 и С2 3597 миллионов тонн (1986).
В разведанных запасах бассейна 95 % составляют каменные угли, содержание серы в углях 0,2—3,0 %, а содержание золы 9—25 %. Вероятность нахождения запасов:
- A — 90 %
- B — 80 %
- C1 — 66 %
- C2 — 50 %

Тунгусский угольный бассейн занимает значительную часть Среднесибирского плоскогорья. Основная угленосность связана c континентальными отложениями перми и карбона мощностью 350—1500 м, перекрытыми туфогенными и лавовыми толщами пермотриаса мощностью до 2000 м и прорванными многочисленными силлами, дайками и штоками изверженных пород. Угленосные отложения слагают несколько крупных впадин, осложнённых в западной части бассейна складчатостью и разрывами. Количество пластов углей доходит до 20, мощность пластов углей от 0,6 до 70 м.
Месторождения бассейна:
- Далдыканское — в 20 км юго-западнее Норильска и в 12 км юго-юго-восточнее Кайеркана. Длина месторождения 12 км, ширина 1,5—2,5 км, площадь 25 км².
- Кайерканское — в 18 км западнее Норильска и в 4,5 км южнее Кайеркана.

## История открытия
О наличии углей в Тунгусском угольном бассейне стало известно около 1860 года. Первое исследование бассейна было исполнено А. Л. Чекановским, проплывшим по Нижней Тунгуске. Широкое площадное развитие угленосных отложений в северной части бассейна установлено А. Л. Чекановским в 1873—1875 годах, в южной — П. К. Яворовским в 1898 году, в заполярной — А. Г. Ржонсницким и И. П. Толмачёвым в 1915—1917 годах, а также работами других исследователей. Советский геолог С. В. Обручев, проводивший в 1917—1924 годах экспедиции и исследования в Восточной Сибири, впервые высказал мнение о наличии единого Тунгусского бассейна верхнепалеозойского возраста. Позднейшие исследования (Яворовского, Толмачёва, С. Обручева, Урванцева) выяснили приблизительные границы бассейна и состав его осадков. В последующем планомерные исследования проводились в основном вблизи Норильского горно-металлургического комбината (Норильский угленосный район площадью около 60 тыс. км²), где были разведаны месторождения: Норильское 1 (гора Шмитиха и гора Надежда — 159 млн т общих балансовых запасов угля), Далдыканское (738 млн т), Кайерканское (816 млн т), Имангдинское (415 млн т); в южной части бассейна — Каякское (Котуйское) и Кокуйское (358 млн т); установлены ориентировочные границы площадей распространения продуктивных отложений, выявлены многочисленные участки с промышленным углепроявлением, на которых изучался вещественный состав и качество угля.